# 120 Days
120 Days ist eine norwegische Rockband aus Oslo.

## Bandgeschichte
Die Band wurde im Jahr 2001 als Popband unter dem Namen „The Beautiful People“ gegründet. Zu dieser Zeit lebten die Gründer Ådne Meisfjord, Kjetil Ovesen, Jonas Hestvik Dahl und Arne Kvalvik noch in Kristiansund. Mit dem Umzug nach Oslo im folgenden Jahr benannte sich die Gruppe in 120 Days (Nach dem Roman Die 120 Tage von Sodom des Marquis de Sade) um.
Das Label Public Demand veröffentlichte die EPs Sedated Times und The Beautiful People, bevor Smalltown Supersound die Band unter Vertrag nahm. Im Jahr 2005 spielte 120 Days auf dem Sonar Festival in Spanien und dem Carling Weekend in Großbritannien. Am 10. Oktober 2006 erschien das selbstbetitelte Debütalbum bei Smalltown Supersound und bei Vice Records in den Vereinigten Staaten. Im Anschluss an die Veröffentlichung spielte 120 Days eine Tournee in den Vereinigten Staaten.

## Diskografie
- The Beautiful People EP (2003, Public Demand)
- Sedated Times EP (2004, Public Demand)
- 120 Days (2006, Smalltown Supersound)
- 120 Days II (9. März 2012, Smalltown Supersound)[2]